# Новый совместный поход за благосостояние, образование и освобождение
Новый совместный поход за благосостояние, образование и освобождение — Новое движение ДЖУЭЛ (англ. New Joint Endeavor for Welfare, Education, and Liberation — New JEWEL Movement, NJM) — гренадская марксистская партия 1973—1983 годов. Находилась у власти с марта 1979 по октябрь 1983. Установила режим по типу «реального социализма» с поправкой на гренадские условия. Потеряла власть и прекратила существование после внутрипартийного раскола, государственного переворота и американского вторжения.

## Предыстория

### Идеологические предпосылки
Появление на Гренаде прокоммунистической марксистско-ленинской партии стало итогом длительной эволюции левого оппозиционного движения.
Леворадикальные идеи стали интенсивно распространяться среди гренадской молодёжи в 1960-х годах. Они имели форму концепции Black Power — Чёрная сила — своеобразного соединения левого радикализма с негритюдом. Важным стимулом и мировоозренческим источником являлось ямайское растафарианство. Значительное влияние оказали африканские антиколониальные (ПАИГК, МПЛА, ФРЕЛИМО) и антирасистские (АНК) движения, теории африканского социализма, деятельность Мартина Лютера Кинга и Малькольма Икса, а также спортивные победы и общественные выступления Мухаммеда Али.
Идеология «Чёрной силы» была сформулирована в 1967 году в одноимённой работе Стокли Кармайкла (активист Чёрных пантер) и Чарльза Гамильтона (один из лидеров американского движения за права чернокожих).

Это призыв к объединению чёрных людей, дабы принять своё наследие на основе чувства общности. Это призыв к чёрным людям определить собственные цели, создать собственные организации. Это призыв отбросить расистские институты и ценности современного общества.

В островных странах Карибского бассейна, в том числе на Гренаде, «Чёрная сила» активно противопоставлялась евроцентризму, ассоциируемому с колониализмом.

Мы знали Маленькую Мисс Маффет, Корову, которая прыгнула через Луну, Вильгельма Завоевателя, Нарциссы Вордсворта, так называемое «Открытие Нового света» Христофором Колумбом. Те немногие из нас, кому посчастливилось ходить в школу, учили революцию Кромвеля, но не восстание Федона, реформы Уилберфорса, но не реформы Марришоу. Нас знакомили с Джейн Остин, но оставляли в неведении о Джордже Лемминге.

Жаклин Крефт

Первоначально движение носило в основном культурно-интеллектуальный характер. Главными очагами были студенческие объединения, особенно в Университете Вест-Индии. С 1970 года, под влиянием протестного и забастовочного движения на Тринидаде и Тобаго, активизировалась гренадская леворадикальная оппозиция. Её лидером выступал Морис Бишоп.
10 мая 1970 Бишоп организовал уличные акции солидарности с тринидадским движением. 21 мая правительство Эрика Гейри ответило законом о чрезвычайном положении и созданием Банды мангустов для террористического подавления оппозиции.

### Организационные предпосылки
Основными структурами, впоследствии объединёнными в партию, ставшую известной как NJM, являлись:
- Движение народных ассамблей (MAP). Лидеры — Морис Бишоп, Юнисон Уайтмен, Кендрик Радикс, Жаклин Крефт, идеолог — Франклин Харви. Идеологически базировалось на африканском социализме, исповедовало концепции уджамаа в версии танзанийского президента Джулиуса Ньерере[3]. Позиционировалось как леворадикальное, но первоначально немарксистское, выступало за развитие «прямой демократии»
- Совместный поход за благосостояние, образование и освобождение (англ. Joint Endeavor for Welfare, Education, and Liberation, JEWEL). Лидер — Юнисон Уайтмен. Идейно и организационно был аффилирован с MAP, но ориентировался преимущественно на сельское население, акцентировал проекты аграрной кооперации.
- Организация революционного образования и освобождения (OREL). Лидеры — Лиэм Джеймс, Эварт Лэйн, Леон Корнуолл, Бэйзил Гахагэн, Кристофер Страуд, Джон Венту, впоследствии — Бернард Корд и Хадсон Остин. Изначально занимала марксистско-коммунистические просоветские позиции, выступала за «революцию ленинского типа».
- Объединённая организация молодёжи / Гренадская ассамблея молодёжи/Национальная организация молодёжи (JOY/GAY/NYO). Радикальное движение учащейся молодёжи. Действовало преимущественно в учебных заведениях. JOY сформировалась под влиянием Бернарда Корда, ориентировалось прокоммунистически, некоторые активисты впоследствии вошли в OREL. GAY была создана Джорджем Луисоном на иных идейных основах, под впечатлением Второго Ватиканского собора. NYO во главе с Бэйзилом Гахагэном специализировалось на уличных акциях.
- Фронт национального действия (NAF). Молодёжная группировка прямого действия, специализировалась на уличных протестных акциях. Лидер — Морис Бишоп.
- Форум (FORUM). Дискуссионный клуб, распространявший идеи радикальной оппозиции и участвовавший в организации акций NAF. Лидер — Юнисон Уайтмен.
- Движение Cribou. Группа студентов, фермеров, рабочих, безработных и мелких предпринимателей, организовавшая модель Советов-уджмаа. Занимала радикально-социалистические позиции, ориентировалась на MAP и JEWEL.
- Движение улучшения положения общества / Гренадский фронт действия (MACE/GAF). Организация учителей, юристов, техников. Занималась преимущественно поддержанием внешних связей. Лидеры — Морис Бишоп, Кендрик Радикс.
- Освободительное движение Сент-Эндрю (St. Andrew’s LM). Локальная организация студентов и преподавателей. Проводила публичные мероприятия фестивального типа.
- Движение свободных школ (FSM). Организация учителей и учащихся за расширение права на образование. Было тесно связано с аналогичными структурами США и Канады. Лидеры — Джон Холт, Джонатан Козол.
- Женщины и развитие — единство (WAND). Леворадикальное женское движение. Носило общекарибский характер. Добивалось устранения патриархальных ограничений прав женщин, от политических до бытовых. Предположительно в организации участвовала Филлис Корд.

Координационная конференция гренадских и других карибских организаций была проведена на Мартинике в 1972 году. Было принято заявление, в котором говорилось о «народной собственности», «разрушении старой классовой структуры», «равном распределении богатств», обеспечении общего доступа к образованию, медицине и жилью.

## Название и идеология
Партия была создана 11 марта 1973 года объединением двух радикально-социалистических организаций — Объединённого похода за благосостояние, образование и освобождение (англ. Joint Endeavour for Welfare, Education, and Liberation, JEWEL) экономиста Юнисона Уайтмена и Движения народных ассамблей (англ. Movement for Assemblies of the People, MAP) адвоката Мориса Бишопа, — а также нескольких небольших оппозиционных организаций. Единая организация получила название Новый объединённый поход за социальное обеспечение, благосостояние и освобождение — Новое движение ДЖУЭЛ (англ. New Joint Endeavor for Welfare, Education, and Liberation — New JEWEL Movement, NJM). Морис Бишоп и Юнисон Уайтмен стали секретарями-координаторами на паритетных началах, но явным лидером являлся Бишоп.
В иных прочтениях Объединённый поход переводится как Совместные усилия, социальное обеспечение как благосостояние. На английском партия чаще называлась Jewel (ДЖУЭЛ) или New Jewel (Новое ДЖУЭЛ) — от англ. Jewel — драгоценный камень. В качестве англоязычной аббревиатуры использовалось NJM (New JEWEL Movement, Новое движение ДЖУЭЛ).
По словам Бишопа, с 1974 «партия начала изучать теорию научного социализма и развиваться по-марксистски, считая социализм единственным решением наших проблем». Идеологией NJM являлся марксизм-ленинизм, однако партия позиционировалась как социалистическая, но не коммунистическая. Построение коммунизма на Гренаде считалось задачей отдалённого будущего в силу отсутствия «объективных социально-экономических предпосылок». Революционно-социалистические взгляды Бишопа содержали значительный элемент левого популизма. Наибольшей поддержкой NJM и лично Морис Бишоп пользовались среди носителей субкультуры раста.
С другой стороны, ортодоксально-коммунистических сталинистских взглядов придерживался главный идеолог партии политолог и педагог Бернард Корд. Эта позиция была характерна и для главного силовика партии бывшего полицейского и тюремщика Хадсона Остина. Её организационно-политическим генератором в NJM являлась группа OREL.

## Радикальная оппозиция
Бишоп, Уайтмен и их сподвижники были активными противниками авторитарного режима Эрика Гейри, многолетнего лидера Объединённой лейбористской партии (GULP) и главы правительства Гренады. Отстранение от власти Гейри и его партии ставилось первоочередной задачей NJM.
4 ноября 1973 NJM провело Народный конгресс, который принял документ с резким осуждением Эрика Гейри. Премьер-министру были предъявлены обвинения в 27 преступлениях социально-экономического («страна превращена в его частное владение») и политического («вместо демократии установлена беспощадная единоличная диктатура») характера. Конгресс потребовал отставки Гейри.
Премьер-министр ответил угрозами, которые реализовались две недели спустя. 18 ноября 1973 произошли события, известные как Bloody Sunday — Кровавое воскресенье — при разгоне активистов NJM полицейскими и боевиками Банды мангустов Морис Бишоп был схвачен и жестоко избит. 21 января 1974 случился Bloody Monday — Кровавый понедельник: при очередном нападении полиции и «мангустов» был убит отец Мориса Бишопа Руперт Бишоп. В феврале 1974 года, первые дни независимости Гренады Морис Бишоп провёл в тюрьме по обвинению в заговоре и подготовке покушения на Гейри.
На выборах 1976 года была создана парадоксальная коалиция Народный альянс — «право-левацкий блок» NJM с консервативной Национальной партией Герберта Блейза. Выборы проходили в условиях террора, результаты фальсифицировались. В итоге было объявлено о победе GULP.
После этого NJM сделала ставку на насильственные методы борьбы. Группа активистов, получившая название «12 апостолов», преимущественно из группы OREL, сформировала Национально-освободительную армию (NLA) и прошла военное обучение в Гайане, где у власти находилось социалистическое правительство.

## Правящая партия
13 марта 1979 года Новое движение ДЖУЭЛ совершило государственный переворот и пришло к власти. (Все командиры боевых групп были членами OREL.) Пост премьер-министра Народно-революционного правительства (PRG) занял Морис Бишоп, возглавивший также несколько ключевых министерств, в том числе МВД, МИД, Минобороны, министерство безопасности. Бишоп стал единоличным председателем NJM и главнокомандующим Народно-революционных вооружённых сил (PRAF). Заместителем премьер-министра был назначен Бернард Корд, командующим Народно-революционной армией (PRA — основа PRAF) — взведённый в генеральское звание Хадсон Остин. (В то же время сохранялся статус Гренады как члена Британского Содружества. Генерал-губернатор Гренады Пол Скун продолжал формально исполнять обязанности, хотя был лишён всякого политического влияния.)
На Гренаде был установлен режим по типу «реального социализма». NJM стала правящей и единственной партией, власть жёстко централизована на марксистской идеологической основе и сосредоточена в руках узкого круга партийно-государственных руководителей, политическая оппозиция запрещена. Активно практиковались мобилизационные кампании, прежде всего при наборе в партийное ополчение — Народно-революционную милицию (PRM). При этом в партийном руководстве существовали заметные расхождения: Бишоп и Уайтмен были склонны к популистским экспериментам с «низовой демократией», Корд и Остин настаивали на жёсткой централизации и дисциплине.
Армейское Управление специальных расследований (OSI) во главе со старшим следователем Виктором Хазбендсом специализировалось на политических репрессиях (генерал Остин особо изучал во Вьетнаме опыт организации мест заключения). Вспомогательные функции осуществляла Народно-революционная полиция (PRP; в отличие от других силовых структур, была создана на базе прежней полицейской службы). Начав с политических противников и неблагонадёжных граждан, власти постепенно перешли к репрессиям и в отношении видных членов правящей партии, подобных литератору Стэнли Сайрусу и генеральному прокурору Ллойду Ноэлу. Основаниями для ареста могли также стать «недонесение», «укрывательство» или просто «рекомендация полиции».
В экономике проводился курс огосударствления и коллективизации, однако в этой области многие решения принимались на прагматической основе. Крайне жёсткий в политико-идеологических вопросах Бернард Корд, курируя экономическую политику, формировал систему, близкую к НЭПу. Очевидны были социальные достижения режима в сферах образования и здравоохранения.
На международной арене Гренада выступала как государство «социалистического лагеря», однозначно ориентированное на СССР. Особенно тесные связи поддерживались с Кубой. Правительство Бишопа претендовало на особую роль в восточнокарибском регионе, выступало с проектами региональной интеграции на социалистической основе. Это осложнило отношения Гренады с такими странами, как Ямайка, Барбадос, Доминика, Сент-Люсия, Сент-Винсент и Гренадины.
NJM имело статус наблюдателя в Социнтерне, полученный в 1978, незадолго до прихода к власти. При этом в закрытой партийной документации социал-демократы, особенно итальянские и португальские, рассматривались как опасные враги.
Крупнейшим проектом PRG было строительство международного аэропорта близ Сент-Джорджеса. Американская администрация Рональда Рейгана, с учётом характера гренадского политического режима и его связей с Кубой, усматривала в проекте военную опасность.

## Кризис и падение режима
К осени 1983 года Гренада оказалась в крайне трудном социально-экономическом положении. Правительство Бишопа вошло в негласный контакт с МВФ, чтобы получить экстренный заём. При этом оно было готово на сокращение социальных расходов и увольнения госслужащих. Морис Бишоп посетил Францию, встретился с Франсуа Миттераном, начал зондировать возможности нормализации отношений с США. Это категорически не устраивало коммунистических радикалов.

Как и полагается в марксистско-ленинской партии, руководители начали обвинять друг друга в «правом оппортунизме», «безыдейности», «скатывании» и прочих грехах, совсем как в «больших» коммунистических партиях.

Михаил Геллер, Александр Некрич, «Утопия у власти»

В августе—сентябре 1983 в политбюро и ЦК NJM и в PRG обозначился раскол на «марксистско-ленинскую» (Бернард Корд, Филлис Корд, Хадсон Остин, Эварт Лэйн, Лиэм Джеймс, Леон Корнуолл, Селвин Стрэчан) и «мелкобуржуазно-мещанскую» (Морис Бишоп, Юнисон Уайтмен, Жаклин Крефт, Кендрик Радикс, Джордж Луисон) фракции. Исторически политические корни первых вели преимущественно в OREL, вторых — в MAP. Существенно, что на стороне «марксистов-ленинцев» было командование PRA, тогда как на стороне «мещан» — функционеры общественных организаций.
Корд и его сторонники потребовали от Бишопа разделения верховной власти и совместном руководстве партии Бишопом и Кордом. По вопросу о совместном руководстве 25 сентября было проведено голосование: 10 членов ЦК высказались „за“, 1 „против“ и 2 воздержавшихся (Бишоп и Уайтмен). Б. Корд не присутствовал на заседвнии, уйдя из ЦК ещё в 1982 году . Однако в ходе своей заграничной поездки в Европу в сентябре-октябре премьер-министр отказался выполнить данное решение. Тогда 12 октября 1983 М. Бишоп был смещён со всех постов и на следующий день арестован. Власть перешла в руки группы Корда—Остина. В течение недели Бернард Корд фактически возглавил правительство Гренады, хотя формально не объявлял себя премьер-министром.
19 октября 1983 сторонники Бишопа во главе с министром иностранных дел Уайтменом освободили экс-премьера. Они захватили Форт-Руперт — главную базу гренадской армии. Правительственные силы атаковали Форт-Руперт, захватили Бишопа и семерых его сторонников, в том числе Уайтмена и министра образования Жаклин Крефт. Все они, включая беременную (по некоторым данным, не получившим официального подтверждения) Крефт, были убиты на месте. Командир подразделения, штурмовавшего Форт-Руперт, лейтенант Каллистус Бернард лично расстрелял Мориса Бишопа.
Вечером 19 октября по гренадскому радио выступил генерал Хадсон Остин. В своей речи (начатой словами «Братья и сёстры!», что создавало известную аллюзию) Остин обвинил Бишопа в «связях с контрреволюционерами» и намерении «уничтожить руководство партии», сообщил о его расстреле, объявил о роспуске PRG и создании Революционного военного совета (RMC). Начались повальные аресты сторонников Бишопа. Политбюро и ЦК Нового движения ДЖУЭЛ (при заметно поредевшем составе) и командование PRA выразили поддержку перевороту со ссылкой на заветы Ленина. Была сделана ставка на установление открытой военной диктатуры. Главные организаторы переворота и руководители RMC — Корд, Остин, Лэйн, Джеймс, Корнуолл, Страуд, Венту — принадлежали к группе OREL.
Кровопролитие и убийство премьера Бишопа стало поводом для американского вторжения, начавшегося 25 октября 1983. Режим был свергнут. Корд, Остин и их сподвижники арестованы и переданы в руки новых властей Гренады. Суд приговорил большинство из них к смертной казни с заменой на длительные сроки заключения. Новое движение ДЖУЭЛ перестало существовать.

## Попытка политического ремейка
В июне 1984 года бывшие члены ЦК NJM и PRG Кендрик Радикс и Джордж Луисон создали Патриотическое движение имени Мориса Бишопа (MBPM). Радикс и Луисон поддерживали Бишопа в октябрьском конфликте 1983, были арестованы 19 октября и освобождены американцами.
MBPM выступало с ортодоксально-марксистских позиций. Общественной поддержки партия не имела, на выборах собирала незначительное количество голосов, в парламенте представлена не была.
MBPM просуществовало до 2002 года, когда последний его лидер Терренс Марришоу присоединил партию к Народному лейбористскому движению Фрэнсиса Алексиса. Интересно, что антикоммунист Алексис в период правления NJM был решительным противником Бишопа и его режима.